# 卡尼诺
卡尼诺（義大利語：Canino），是意大利维泰博省的一个市镇。总面积123.49平方公里，人口5337人，人口密度43.2人/平方公里（2009年）。ISTAT代码为056012。